# Unión Democrática Nacional (Italia)
La Unión Democrática Nacional (en italiano: Unione Democratica Nazionale) fue una coalición electoral italiana constituida de cara a las elecciones generales de 1946.
Básicamente estaba conformada por el Partido Liberal Italiano, el Partido Democrático del Trabajo y otros pequeños partidos de corte liberal, como la Unión Nacional por la Reconstrucción de Francesco Saverio Nitti y la Alianza Democrática de la Libertad de Arturo Labriola.
El pacto obtuvo el 6,8% de los votos, obteniendo 41 escaños en la Asamblea Constituyente. Esta agrupación, durante los períodos de sesiones de la Asamblea, representaba la continuación de la élite liberal que gobernó Italia de los años de Giovanni Giolitti hasta el ascenso al poder de Benito Mussolini y la instauración del régimen fascista.
Entre los diputados elegidos en las listas de la UDN, se encontraban Vittorio Emanuele Orlando, Luigi Einaudi, Benedetto Croce, Enrico De Nicola e Ivanoe Bonomi.

## Resultados electorales
| Cámara de Diputados |                |      |         |     |                    |           |
| Año electoral       | Votos          | %    | Escaños | +/– | Líder              | Gobierno  |
| 1946                | 1.560.638 (#4) | 6,78 | 41/556  | -   | Guglielmo Giannini | Oposición |